# 武田有彩
arisa（ありさ、1996年〈平成8年〉 -  ）は、日本のフルート奏者・モデル・タレント・グラビアモデル。ライバー事務所「DAG」と「Clara Production」に所属。

## 作品

### アルバム
| 通番 | 発売日        | タイトル | 規格 | 規格品番  | リリース |
| ---- | ------------- | -------- | ---- | --------- | -------- |
| 1st  | 2019年11月6日 | bloom    | CD   | ISC-20001 | SHOWCASE |
| 2nd  | 2021年9月18日 | Leap     | CD   | ISC-20002 | SHOWCASE |
| 3rd  | 2023年3月1日  | Ensemble | CD   |           | SHOWCASE |

## 出演

### テレビ
- エンタメレイトショー（2022年2月、チバテレビ）- 2月マンスリーMC&タイアップ

### ラジオ
- Star Radio Cafe（2022年1月25日、リスラジ）- メインパーソナリティ

## ライブ・イベント
- flutist arisa 3rd album 「Ensemble」 レコ発 Special Live （2023年3月23日、BLUSE ALLEY JAPAN)[3][4]

※その他 イベント・ライブにも出演している。